# 塚原繁美
塚原 繁美（つかはら しげみ、1969年12月30日 - ）は、日本のフリーアナウンサー、司会者。

## 来歴
山形県出身。山形大学人文学部経済学科卒業。
青森朝日放送のアナウンサーを4年間務めた後にフリーに転じ、1997年にミズ・クリエィション（大阪府大阪市）とエヌズ（兵庫県芦屋市）に所属した。これ以後は近畿地方での活動が主体になり、西宮コミュニティ放送（さくらFM）のパーソナリティやサンテレビ主宰映画試写会の司会などを務めていた。また不定期ではあるが、競輪中継の司会も務めていた。
2003年に競輪関連の仕事を終えてからは、近畿地方各地にあるホテルやレストランでの司会業を主体にしている。